# Rogowo (powiat ostródzki)
Rogowo – osada w Polsce położona w województwie warmińsko-mazurskim, w powiecie ostródzkim, w gminie Miłomłyn.
W latach 1975–1998 miejscowość należała administracyjnie do województwa olsztyńskiego.